# Prohierodula grassei
Prohierodula grassei es una especie de mantis de la familia Mantidae.

## Distribución geográfica
Se encuentra en el Congo, Gabón y en la República Centroafricana.